# Le Canardeur
Pour plus de détails, voir Fiche technique et Distribution.
Le Canardeur (Thunderbolt and Lightfoot) est un film américain réalisé par Michael Cimino et sorti en 1974.
Clint Eastwood et Jeff Bridges y tiennent les rôles principaux.

## Synopsis
Le braqueur de banque John « Thunderbolt » Doherty (adapté en le « Canardeur », interprété par Clint Eastwood), se lie d'amitié avec « Pied de Biche » (Lightfoot en version originale, joué par Jeff Bridges), un jeune aventurier, qui lui sauve la vie involontairement. Ensemble, ils décident de récupérer un magot d'un demi-million de dollars qu'un complice de Thunderbolt a planqué dans une vieille école. Mais celle-ci a disparu.
Thunderbolt et Lightfoot, rejoints par les anciens complices du premier, mettent donc au point le braquage d'une autre banque. On découvre à cette occasion pourquoi Thunderbolt (« Coup de tonnerre ») est ainsi surnommé : il utilise un canon de 20 millimètres des surplus de l'armée pour démolir la porte blindée des coffres-forts.
Lors de leur cavale après ce braquage, Thunderbolt et Lightfoot tombent par hasard sur la vieille école transformée en musée et le magot s’y trouve toujours. Ils le récupèrent mais Lightfoot meurt et la dernière image montre Thunderbolt roulant dans une magnifique Cadillac sur une route du Montana.

## Fiche technique
Sauf indication contraire, les informations mentionnées dans cette section peuvent être confirmées par la base de données cinématographiques IMDb,  présente dans la section « Liens externes ».
- Titre français et québécois : Le Canardeur
- Titre original : Thunderbolt and Lightfoot
- Réalisation et scénario : Michael Cimino
- Musique : Dee Barton (en)
- Direction artistique : Tambi Larsen
- Décors : James L. Berkey
- Directeur de la photographie : Frank Stanley
- Montage : Ferris Webster
- Producteur : Robert Daley
- Société de production : The Malpaso Company
- Distribution : United Artists (Etats-Unis), Les Artistes Associés (France)
- Pays d'origine :  États-Unis
- Langue originale : anglais
- Budget : 4 millions de dollars[1]
- Genre : comédie dramatique, action, road movie, buddy movie
- Durée : 115 minutes
- Dates de sortie : 
  - États-Unis : 24 mai 1974
  - France : 4 septembre 1974
- Affiche : Jouineau Bourduge (France)

## Distribution
- Clint Eastwood (VF : Jean Lagache) : John « Thunderbolt » Doherty (le « Canardeur » en VF)
- Jeff Bridges (VF : Dominique Collignon-Maurin) : « Lightfoot » (« Pied de Biche » en VF)
- George Kennedy (VF : André Valmy) : Red Leary
- Geoffrey Lewis (VF : Gérard Hernandez) : Eddie Goody
- Catherine Bach (VF : Sylvie Feit) : Melody
- Gary Busey : Curly
- Roy Jenson : Dunlop
- Claudia Lennear : la secrétaire
- Bill McKinney : le chauffeur fou
- Vic Tayback : Mario
- Dub Taylor (VF : Henri Poirier) : l'employé de la station-service
- Gregory Walcott (VF : Pierre Garin) : l'homme vendant la voiture
- June Fairchild (VF : Béatrice Delfe) : Gloria
- Virginia Baker (VF : Jane Val) : la femme de la station-service
- Karen Lamm : La fille à la Moto

## Production

### Genèse et développement
Selon l'ouvrage American Rebel: The Life of Clint Eastwood (2009) de Marc Eliot, c'est l'agent Stanley Kamen de la William Morris Agency qui suggère les prémices de l'intrigue à Michael Cimino, pour un éventuel projet mettant en vedette Clint Eastwood. Ce dernier reçoit le scénario via son agent, Leonard Hirshan. Clint Eastwood accepte le rôle, au détriment du film Tuez Charley Varrick ! de son mentor Don Siegel.
Clint Eastwood voulait initialement le réaliser mais décide de donner sa chance à Michael Cimino, qui n'a alors réalisé aucun long métrage. L'acteur-réalisateur avait été satisfait de son travail de scénariste pour Magnum Force (1973), le second opus de la saga L'Inspecteur Harry.
Michael Cimino s'inspire ici de l'un de ses films préférés, Capitaine Mystère (Captain Lightfoot) (1955) de Douglas Sirk, dans lequel les personnages principaux sont les capitaines Thunderbolt (interprété par Jeff Morrow) et Lightfoot (interprété par Rock Hudson).

### Tournage
Le tournage a lieu en dans le Montana (forêt nationale Lewis et Clark, Hobson, Fort Benton, Augusta, Choteau et Great Falls).

## Bande originale
La musique du film est composée par Dee Barton. La chanson du générique de fin Where do I go from here est cependant interprétée et composée par Paul Williams.

## Accueil
Le film récolte 21 700 000 $ aux Etats-Unis. En France, il attire 531 947 spectateurs en salles.
Selon l'ouvrage Final Cut de Steven Bach, Clint Eastwood fut très déçu des résultats du film au box-office. Il reprocha à United Artists leur mauvaise promotion du film. Malgré un contrat pour deux films, il ne travailla plus jamais avec ce studio.

## Distinctions
Aux Oscars 1975, Jeff Bridges est nommé à l'Oscar du meilleur acteur dans un second rôle.

## Analyse
Alain Paucard précise que le « titre idiot, racoleur [en français], causa le plus grand tort à ce film tendre » ; mais « Eastwood, satisfait du travail de Cimino, scénariste de Magnum Force, lui donna sa chance comme réalisateur. » Il s'agit en effet du premier film réalisé par Michael Cimino, qui réunit à l'écran la grande star qu'était déjà Clint Eastwood et Jeff Bridges, encore jeune acteur promis à un bel avenir. Le film est à la fois un road movie et un film policier, film de casse, confirmant déjà le soin tout particulier apporté par Cimino à la façon dont il filme les paysages naturels, en l'occurrence ceux du Montana. Dans un entretien, Cimino évoque d'ailleurs comme référence en la matière John Ford, réalisateur qu'il admire tout particulièrement pour son goût des grands espaces. À l'image des propos, dans le film, de Clint Eastwood au jeune Jeff Bridges, « tu arrives dix ans trop tard », le film se teinte d'une nostalgie évocatrice à la fois d'une Amérique perdue et du cinéma des westerns. Le film commence d'ailleurs par un long plan d'ensemble sur une petite église perdue dans la campagne ; on entend alors un cheval hennir, mais au lieu de le voir, c'est une voiture qui surgit à l'écran et s'approche dans un nuage de poussière. S'ensuit une fusillade, une poursuite et la rencontre fortuite, et pour le moins amusante, des deux personnages principaux dans une parodie de rodéo (automobile).
Dans son analyse du film, Jean Douchet insiste sur cette « ironie masquée », mêlant des éléments ou évocations de l'Amérique des années 1970 et d'un passé révolu, le tout sur fond de violence sèche, rappelant le cinéma de Sam Peckinpah. Au-delà du scénario, finalement assez simple, c'est donc tout un fond de réflexions à la fois sur le cinéma et sur la société américaine que porte le film, avec une vision nostalgique sous-jacente du cinéma et de l'Amérique. Jean Douchet rapporte aussi les propos de Cimino, selon lesquels ce sont les personnages qui l'intéressent avant tout (« Je ne commence jamais à écrire un scénario avec une idée. Je ne commence à écrire qu'avec une idée du personnage ») et constituent la matrice de ses films. Avec les aventures de ce duo formé par un ancien braqueur de banques un peu fatigué et un jeune aventurier fringant, prêt à tout et un peu naïf, Cimino dévoile aussi de nouvelles relations apparues dans la société entre les hommes et les femmes, omniprésentes dans le film par le biais de plusieurs personnages qui ne font que passer, mais échappent à l'emprise des deux hommes, montrant à l'évidence que « le héros de l'ouest » n'est plus aussi irrésistible ; car le féminisme est aussi passé par là et a changé les relations entre les sexes. L'ironie du réalisateur transparaît aussi à travers l'incarnation d'un duo de gangsters incarnés à contre-emploi par George Kennedy (acteur fétiche de Clint Eastwood) et Geoffrey Lewis (habitué aux rôles de durs et méchants), qui apparaissent ici particulièrement comiques, dans plusieurs scènes humoristiques, faisant référence au cinéma muet.

## Mise en roman
Le scénario a fait l'objet d'une mise en roman, sous le même titre, par Joe Millard (Série noire no 1710)